# 6-та піхотна дивізія (США)
6-та піхотна дивізія (США) (англ. 6th Infantry Division (United States) — військове з'єднання, піхотна дивізія армії США. Дивізія брала участь у бойових діях Першої та Другої світових воєн, а також у кампанії в Перській затоці.

## Історія

### Перша світова війна
6-та піхотна дивізія армії США була сформована в листопаді 1917 року і складалася з 11-ї (51-го, 52-го піхотних полків, 17-го кулеметного батальйону) і 12-ї (53-го і 54-го піхотних полків, 18-го кулеметного батальйону), 6-ї польової артилерійської бригади (3-го, 11-го і 78-го полків польової артилерії) 16-го кулеметного батальйону, 318-го інженерного полку, підрозділів підтримки й забезпечення. По завершенні формування підрозділи дивізії передислокували до Нью-Йорку, звідкіля у липні 1918 року з'єднання перекинули через океан до Франції. Після маршів і тренувань у західній Франції 31 серпня 6-та дивізія зайняла 37 км сектор оборони у Вогезах.
У вересні 1918 року дивізія брала участь у великому Мез-Аргоннському наступі. За три місяці перебування на фронті 6-та дивізія втратила вбитими або померлими від ран 38 осіб та 348 — пораненими. Вона підтримувала активну оборону на одному важливому напрямі та відігравала головну роль у тактичному плані на іншому. Бійці 6-ї дивізії відзначилися в боях, багато з них отримали Хрест «За видатні заслуги» та Воєнний хрест. Дивізію високо оцінив генерал Джон Першинг за її внесок у перемогу над кайзерівською армією.
У червні 1919 року 6-та дивізія повернулася до США і 30 вересня 1921 року в Кемп-Грант, Іллінойс, була демобілізована, за винятком 12-ї піхотної бригади та деяких допоміжних підрозділів. У міжвоєнний період частини 6-ї дивізії перебували у складі 6-го армійського корпусу. До середини 1927 року більшість інших формувань дивізії були організовані разом з особовим складом Організованого резерву як неактивні підрозділи регулярної армії.

### Друга світова війна
12 жовтня 1939 року 6-та піхотна дивізія була вдруге активована у Форт Льюїс, штат Вашингтон.
У липні та серпні 1943 року дивізію перекинули на Гаваї, щоб зайняти оборонні позиції на острові Оаху та навчатися веденню бойових дій у джунглях. 31 січня 1944 року дивізія перемістилася до Мілн-Бей, Нова Гвінея, і тренувалася до початку червня 1944 року. Вперше підрозділи дивізії взяли участь у бою в районі Тоем-Вакде в Голландській Новій Гвінеї, надалі війська залучалися до патрулювання 14-18 червня після того. 21-30 червня, рухаючись на захід від Тоема, підрозділи дивізії вступили у кровопролитну битву з ворогом біля Лоун-Трі-Хілл і до 12 липня тримали оборону в районі Маффін-Бей. 30 липня, після короткого відпочинку, дивізія здійснила висадку штурмового десанту у Сансапорі на півострові Фогелькоп. Її підрозділи захищали узбережжя від мису Ваймак до річки Мега та перебували в цьому районі до грудня 1944 року.
9 січня 1945 року дивізія висадилася в затоці Лінґайєн і переслідувала японців до пагорбів Кабанатуан 17-21 січня, 7 лютого захопивши Муньоса. 13 лютого її формування вирушили ушив на північний схід до затоки Дігалан і затоки Балер, ізолюючи ворожі сили на півдні Лусона. 1-й піхотний полк діяв на Батаані 14-21 лютого, перерізаючи півострів від Абукая до Багача. Дивізію перекинули на лінію Шімбу на північний схід від Маніли 24 лютого, де вона зайняла гору Матаба 17 квітня, 29 квітня — гору Пакаваган, 29 червня — Болог, 10 липня — хребет Лейн на горі Санто-Домінго та 12 липня — Кіанган. 6-та дивізія залишалася в долині Кагаян і Кордильєрах до дня перемоги у війні. Пізніше її перекинули до Кореї з метою виконання окупаційних функцій.